# Universidad de Kasala
La Universidad de Kasala, en árabe,  جامعة كسلا  ) es una universidad estatal de Sudán, ubicada en la ciudad de Kassala. 